# Santo António de Nordestinho
Santo António de Nordestinho es una freguesia portuguesa perteneciente al municipio de Nordeste, situado en la Isla de São Miguel, Región Autónoma de Azores. Fue creada oficialmente el 16 de julio de 2002, junto con las vecinas de Algarvia y São Pedro de Nordestinho, por división de la antigua freguesia de Nordestinho. La actividad económica principal de la parroquia es la agricultura.
- Datos: Q1999023
- Multimedia: Santo António do Nordestinho / Q1999023

1. ↑  Worldpostalcodes.org,código postal n.º 9630-241.